# Guilherme II de Mark
Guilherme II de Mark (em neerlandês:  Willem II van der Marck, em francês:  Guillaume II de La Marck, Lummen, 1542 – bispo de Liège, 1 de maio de 1578), foi senhor de Lumey e inicialmente almirante de Watergeuzen (Mendigos do Mar), que lutou na guerra dos Oitenta Anos (1568–1648). No entanto, em 1572, a rainha Elizabeth I de Inglaterra abruptamente se recusou a admitir os Mendigos do Mar em seus portos. Não tendo mais refúgio, eles fizeram um ataque desesperado a Brielle, liderados por De la Marck, Lenaert Jansz de Graeff e Willem Bloys van Treslong, que eles tomaram de surpresa na ausência da guarnição espanhola em 1º de abril de 1572.
Era neto do célebre guerreiro Guilherme de Mark, o javali das Ardenas.